# Nattenhausen
Nattenhausen ist ein Ortsteil der Gemeinde Breitenthal im schwäbischen Landkreis Günzburg (Bayern). Am 31. Dezember 2008 hatte der Ortsteil 541 Einwohner.

## Lage

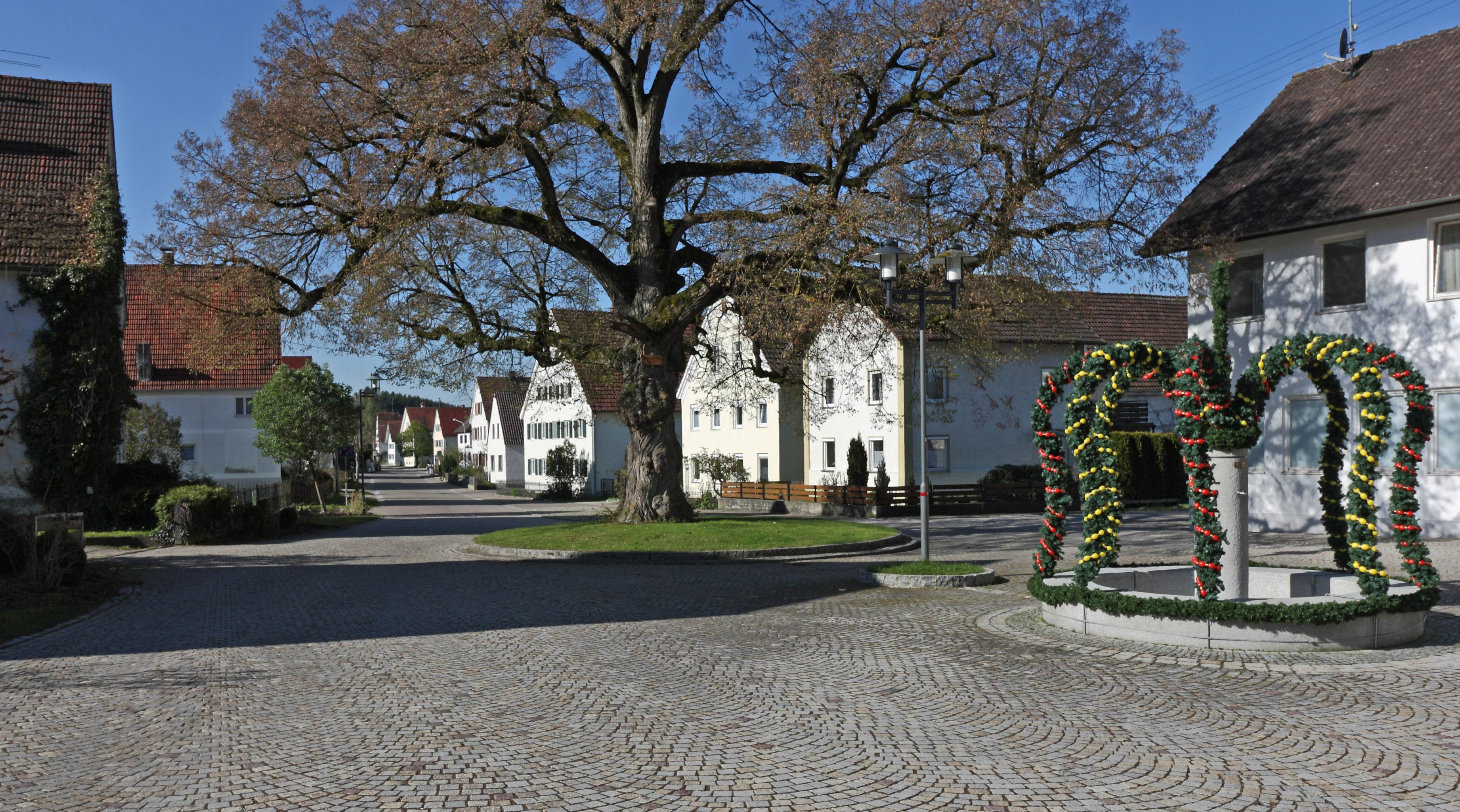
Dorfplatz von Nattenhausen, Gemeinde Breitenthal, an der Unterdorfer Straße mit der seit 23. Juni 1937 als Naturdenkmal geschützten Steinlinde

Das Pfarrdorf ist über die Staatsstraße 2018 zu erreichen. Der Ort ist in ein Oberdorf und ein Unterdorf geteilt.

## Geschichte
Nattenhausen wird erstmals im Jahre 1160 genannt, als ein Ludwig von Nattenhausen, ein welfischer Ministeriale, als Zeuge in einem Kaufvertrag im Kloster Roggenburg unterzeichnete. An dieses Kloster kam der Ort 1266. Dem Kloster Roggenburg sollen nur sechs Höfe gehört haben, für die anderen Höfe werden verschiedene Grundherren genannt. Im Jahre 1377 gab Bischof Burkhard von Ellerbach Nattenhausen zu Lehen an Mitglieder seiner Familie. 1474 wurde das Kloster Klosterbeuren als Grundherr von Nattenhausen genannt.
Am 1. Mai 1978 wurde die bis dahin selbstständige Gemeinde Nattenhausen nach Breitenthal eingegliedert.

## Sehenswürdigkeiten
Siehe auch: Liste der Baudenkmäler in Breitenthal (Schwaben)#Nattenhausen
- Katholische Pfarrkirche St. Laurentius, erbaut 1674
- Votivkapelle, erbaut um 1900
- Kriegergedächtniskapelle, erbaut 1918

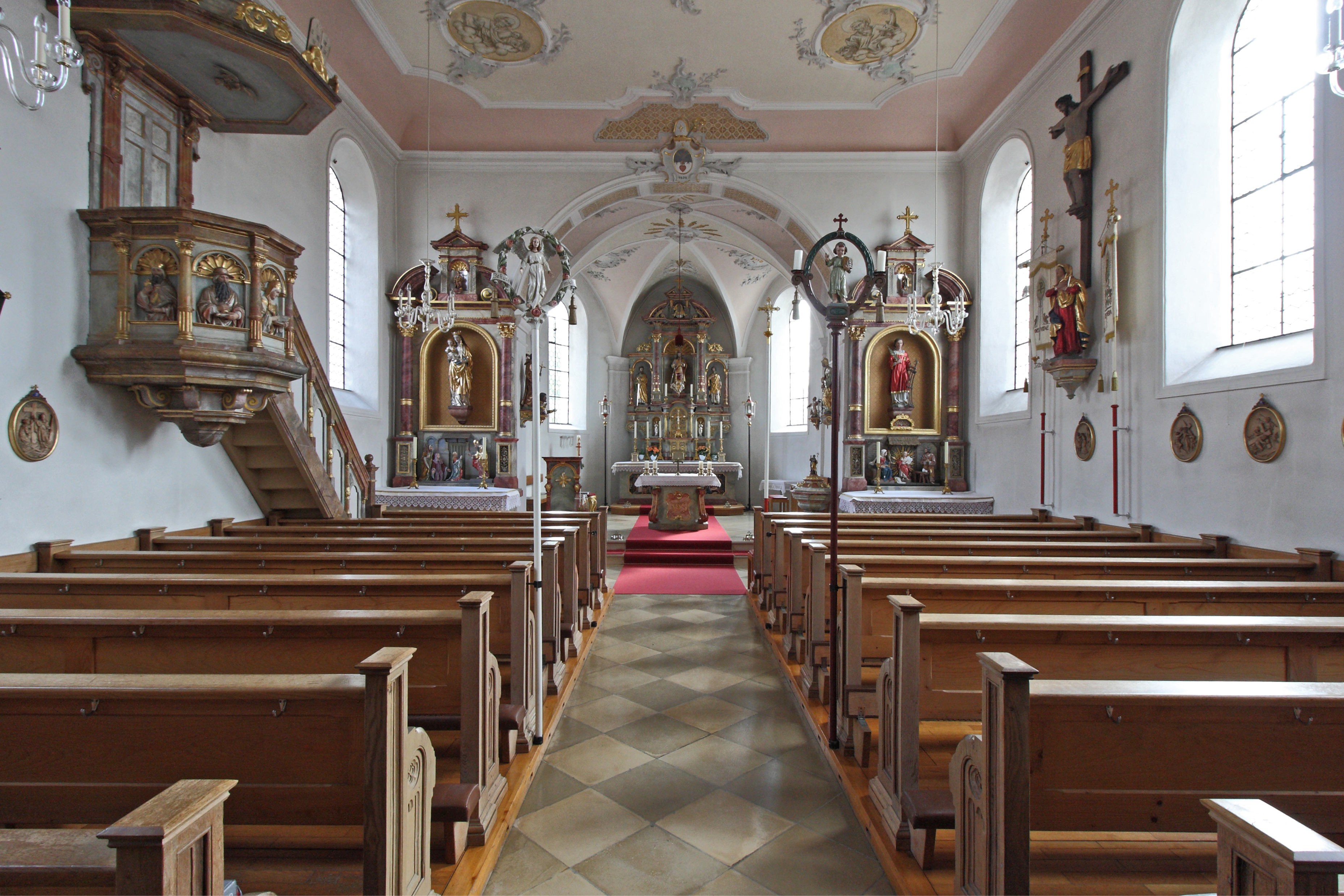
Kirche St. Laurentius, Innenansicht
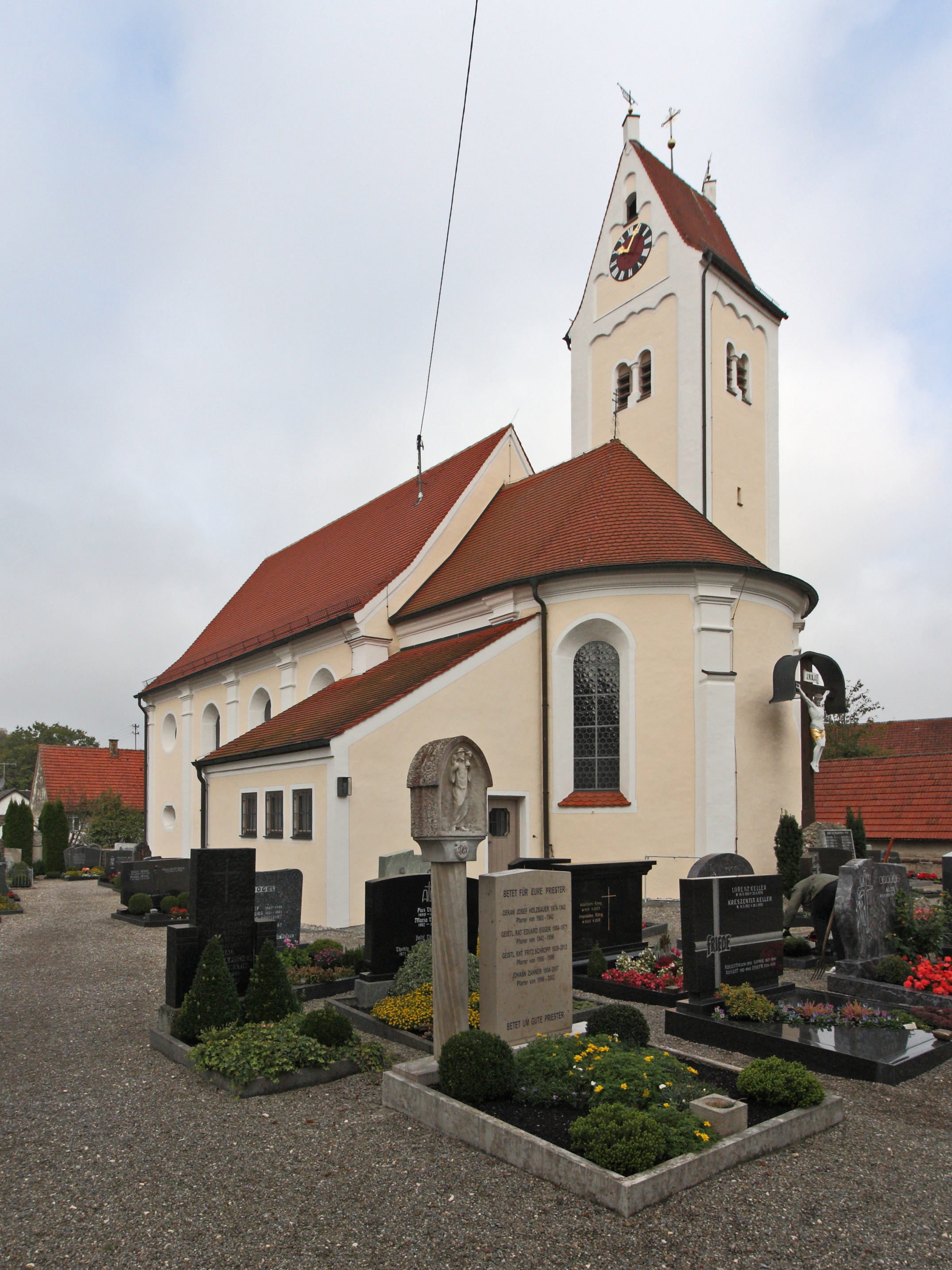
Ansicht von Südosten

## Persönlichkeiten
- Robert Naegele (1925–2016), Schauspieler, geboren in Nattenhausen